# Bill Knight (bokser)
Bill Knight (właśc. William Knight, ur. 25 lipca 1951 na wyspie Saint Kitts) – brytyjski bokser, mistrz igrzysk Brytyjskiej Wspólnoty narodów, olimpijczyk.

## Kariera w boksie amatorskim
Wystąpił w wadze średniej (do 75 kg) na igrzyskach olimpijskich w 1972 w Monachium, gdzie wygrał z Juliusem Luipą z Zambii, ale w następnej walce przegrał z Alejandro Montoyą z Kuby i odpadł z turnieju. Odpadł w ćwierćfinale wagi półciężkiej (do 75 kg) na mistrzostwach Europy w 1973 w Belgradzie.
Jako reprezentant Anglii zwyciężył w wadze półciężkiej na igrzyskach Brytyjskiej Wspólnoty Narodów w 1974 w Christchurch.
Był amatorskim mistrzem Anglii w wadze półciężkiej w 1972, 1973 i 1974. 

## Kariera w boksie zawodowym
Przeszedł na zawodowstwo w 1974. Walczył w wadze średniej. Stoczył 24 walki, z których wygrał 18. Nie walczył ze znanymi przeciwnikami z wyjątkiem Alana Mintera, z którym przegrał pojedynek o tytuł zawodowego mistrza Wielkiej Brytanii w wadze średniej w 1976. zakończył karierę w 1978.